# 林氏重排反应
林氏重排反应，得名於日本化学家林茂助，是邻(芳基酰基)苯甲酸衍生物在硫酸或五氧化二磷催化下的重排反应。
反应后得到另一芳基酰基苯甲酸衍生物。

## 反应机理
经过酰基正离子亲电进攻苯环后形成的螺环中间体。 